# Depend on You
Depend on You (Depend on you; Depende de Você) é o quinto e último single antes do lançamento do 1º da cantora Japonesa Ayumi Hamasaki, "A Song for XX". O Single foi lançado em 9 de Dezembro de 1998 e contém o Lado B "two of us", que nunca foi lançado num álbum. As 2 músicas foram usadas para o RPG "Thousand Arms".

## Lista de músicas
1. Depend on You (Depend on you; Depende de Você) — 4:20
2. Two of Us (Two of us; Dois de Nós)
3. Depend on You (instrumental)

## Versões
O single foi lançado com um total de 3 versões. O re-lançamento, em 28 de fevereiro de 2001, apresentou cinco músicas novas, a versão original, e uma versão lançada na Europa que só continha remixes Trance.

### Re-lançamento
1. Depend on You — 4:32
2. Two of Us
3. Depend on You (Dub's Electro Remix)
4. Depend on You (44XL dub)
5. Depend on You (Bodyguard mix)
6. Two of Us (PPS Connection mix)
7. Two of Us (Touch of Mohagany mix)
8. Depend on You (Instrumental)

### Versão Européia
1. Depend on You (Svenson & Gielen radio edit)
2. Depend on You (DJ Shog radio edit)
3. Depend on You (DJ Shog dub mix)
4. Depend on You (Svenson & Gielen club mix)
5. Depend on You (Svenson & Gielen instrumental mix)

## Apresentações ao vivo
- 8 de Dezembro, 1998 – Utaban – "Depend on You"
- 11 de Dezembro, 1998 – Music Station – "Depend on You"
- 16 de Dezembro, 1998 – Pocket Music – "Depend on you"
- 19 de Dezembro, 1998 – CDTV – "Depend on You"
- 21 de Dezembro, 1998 – Hey! Hey! Hey! Christmas Special – "Depend on You"
- 24 de Dezembro, 1998 – Happy Christmas Special – "Depend on You"
- 25 de Dezembro, 1998 – Music Station Special Live – "Depend on You" and "You"
- 30 de Dezembro, 1998 – Super Live 98 – "Depend on You"
- 31 de Dezembro, 1998 – CDTV 1998-1999 Special Live – "Depend on You"
- 23 de Janeiro, 1999 – Pop Jam – "Depend on You"
- 3 de Março, 1999 – Japan Gold Disc Awards – "Depend on you"
- 22 de Dezembro, 1999 – Fresh Live – "Depend on You"

## Oricon & Vendas
Oricon Sales Chart (Japão)
| Lançamento          | Parada                | Posição topo | Primeira semana de vendas | Total   | Tempo nas paradas |
| ------------------- | --------------------- | ------------ | ------------------------- | ------- | ----------------- |
| 9 de Dezembro, 1998 | Oricon Parada Semanal | 6            | 36,840                    | 131,460 | 9 (semanas)       |